# 美国五大管弦乐团
在美国古典音乐范畴中，五大（Big Five）指五个被认为最重要及最有成就的交响乐团。这个术语从1950年代起就广为流传，被音乐评论家们所使用。 “五大乐团”（Big Five）是：（根据《时代周刊》1983年编纂的创建年份列表）
- 纽约爱乐乐团（1842）[3]
- 波士顿交响乐团（1881）[4]
- 芝加哥交响乐团（1891）[5]
- 费城管弦乐团（1900）[6]
- 克利夫兰管弦乐团（1918）[7]

## 现代使用
五大是五個對北美音樂歷史有重大影響的管弦樂團之美譽，當今美國最高水準的管弦樂團為數眾多，持續使用五大而將其他管弦樂團劃入下一個等級的這種區分法可能會過時，但是仍然是標誌著北美樂團的素質。许多管弦乐团都曾被音乐评论家提及，认为其水平高超可以加入五大管弦乐团的名单与之并列。这些乐团包括洛杉矶爱乐乐团、旧金山交响乐团、亚特兰大交响乐团、匹兹堡交响乐团、休斯顿交响乐团、巴尔的摩交响乐团、国家交响乐团、明尼苏达管弦乐团以及圣路易斯交响乐团。

## 延伸阅读
- 諾曼·莱布雷希特, "Bucks Stop Here: The Biggest Need Not Be the Best" （页面存档备份，存于）, La Scena Musicale, July 5, 2000